# Ласточкино (Крым)
Ла́сточкино (до 1948 года Бию́к-Асс; укр. Ласточкине, крымскотат. Büyük As, Буюк Ас) — исчезнувшее село в Раздольненском районе Республики Крым, располагавшееся на востоке района, в степной части Крыма, примерно в 3 километрах юго-восточнее современного села Сенокосное.

## История
Первое документальное упоминание села встречается в Камеральном Описании Крыма… 1784 года, судя по которому, в последний период Крымского ханства Юк Зак входил в Мангытский кадылык Козловскаго каймаканства. После присоединения Крыма к России (8) 19 апреля 1783 года, (8) 19 февраля 1784 года, именным указом Екатерины II сенату, на территории бывшего Крымского ханства была образована Таврическая область и деревня была приписана к Евпаторийскому уезду. После павловских реформ, с 1796 по 1802 год входила в Акмечетский уезд Новороссийской губернии. По новому административному делению, после создания 8 (20) октября 1802 года Таврической губернии, Биюк-Асс был включён в состав Джелаирской волости Евпаторийского уезда.
По Ведомости о волостях и селениях, в Евпаторийском уезде с показанием числа дворов и душ… от 19 апреля 1806 года в деревне Биюк-ас числилось 45 дворов, 287 крымских татар, 4 цыган и 3 ясыров. На военно-топографической карте генерал-майора Мухина 1817 года деревня Коп ас обозначена с 55 дворами. После реформы волостного деления 1829 года Биюк Ас, согласно «Ведомости о казённых волостях Таврической губернии 1829 года» отнесли к Атайской волости (переименованной из Джелаирской). На карте 1842 года деревня Биюк Ас обозначена с 50 дворами.
В 1860-х годах, после земской реформы Александра II, деревню определили центром Биюк-Асской волости. Согласно «Памятной книжке Таврической губернии за 1867 год», деревня была покинута жителями в 1860—1864 годах, в результате эмиграции крымских татар, особенно массовой после Крымской войны 1853—1856 годов, в Турцию и вновь заселена татарами. В «Списке населённых мест Таврической губернии по сведениям 1864 года», составленном по результатам VIII ревизии 1864 года, Биюк-Асс — татарская деревня «во владении ведомства мусульманского духовного праваления», с 21 двором, 138 жителями, мечетью, волостным правлением и обывательской почтовой станцией при колодцах. По обследованиям профессора А. Н. Козловского 1867 года, вода в колодцах деревни была «соленоватая» а их глубина колебалась от 20 до 25 саженей (42—53 м). На карте Шуберта 1865—1876 года в деревне Биюк-Ас обозначено 35 дворов). В «Памятной книге Таврической губернии 1889 года», по результатам Х ревизии 1887 года, в деревне Биюк-Асс числилось 44 двора и 247 жителей. Согласно «…Памятной книжке Таврической губернии на 1892 год», в деревне Биюк-Асс, входившей в Аипский участок, было 227 жителей в 32 домохозяйствах.
Земская реформа 1890-х годов в Евпаторийском уезде прошла после 1892 года, в результате Биюк-Асс приписали к Коджанбакской волости. По «…Памятной книжке Таврической губернии на 1900 год» в деревне Асс-Биюк числилось 238 жителей в 45 дворах. По Статистическому справочнику Таврической губернии. Ч.II-я. Статистический очерк, выпуск пятый Евпаторийский уезд, 1915 год, в селе Асс-Биюк (вакуф соборной мечети) Коджамбакской волости Евпаторийского уезда числилось 52 двора (все дворы безземельные) с татарским населением в количестве 302 человека приписных жителей, из которых 148 мужчин и 154 женщин. Жители землёй не владели, а вакуфной числилось 1823 десятины удобной земли. В хозяйствах имелось 156 лошадей, 38 волов, 55 коров и 347 голов мелкого скота.
После установления в Крыму Советской власти, по постановлению Крымревкома от 8 января 1921 года № 206 «Об изменении административных границ» была упразднена волостная система и село вошло в состав Бакальского района Евпаторийского уезда, а в 1922 году уезды получили название округов. 11 октября 1923 года, согласно постановлению ВЦИК, в административное деление Крымской АССР были внесены изменения, в результате которых округа были отменены, Бакальский район упразднён и село вошло в состав Евпаторийского района. Согласно Списку населённых пунктов Крымской АССР по Всесоюзной переписи 17 декабря 1926 года, в селе Биюк-Асс, в составе упразднённого к 1940 году Кучук-Асского сельсовета Евпаторийского района, числилось 76 дворов, из них 75 крестьянских, население составляло 308 человек, из них 282 татарина и 26 русских, действовала татарская школа. После создания 15 сентября 1931 года Фрайдорфского (переименованного в 1944 году в Новосёловский) еврейского национального (лишённого статуса национального постановлением Оргбюро ЦК КПСС от 20 февраля 1939 года) района Биюк-Асс включили в его состав, а после создания в 1935 году Ак-Шеихского района (переименованного в 1944 году в Раздольненский) — включили в состав нового. По данным всесоюзная перепись населения 1939 года в селе проживало 225 человек.
В 1944 году, после освобождения Крыма от фашистов, согласно Постановлению ГКО № 5859 от 11 мая 1944 года, 18 мая крымские татары были депортированы в Среднюю Азию. С 25 июня 1946 года Биюк-Асс в составе Крымской области РСФСР. Указом Президиума Верховного Совета РСФСР от 18 мая 1948 года, Биюк-Асс переименовали в Ласточкино. 26 апреля 1954 года Крымская область была передана из состава РСФСР в состав УССР. Время включения в Ковыльновский сельсовет пока не установлено: на 15 июня 1960 года село уже числилось в его составе. Ликвидировано к 1968 году (согласно справочнику «Крымская область. Административно-территориальное деление на 1 января 1968 года» — в период с 1954 по 1968 годы, как посёлок Ковыльновского сельсовета).

## Динамика численности населения
| - 1806 год — 294 чел. - 1864 год — 138 чел. - 1889 год — 247 чел. - 1892 год — 227 чел. | - 1900 год — 238 чел. - 1915 год — 302/0 чел. - 1926 год — 308 чел. - 1939 год — 225 чел. |

## Известные уроженцы
- Селим, Шакир — крымскотатарский поэт и переводчик.